# Fernando de la Torre Farfán
Fernando de la Torre Farfán (Siviglia, 1609 – 1677) è stato un presbitero, poeta, scrittore, traduttore spagnolo.

## Opere
Le sue opere più note sono le Fiestas de la S. Metropolitan e la Chiesa Patriarcale di Siviglia. Al nuovo culto del Sig. Re S. Fernando terzo di Castilla y León ... che descrive le feste celebrate a Siviglia nel 1671, in occasione della canonizzazione di San Fernando e la Festa celebrata dalla Chiesa Parrocchiale di Santa Maria la Bianca, cappella della Santa Metropolitana e Chiesa Patriarcale di Siviglia come dono del nuovo breve concesso dal Nostro Santo Padre Alessandro VII, in favore del puro mistero della Concezione, datato 1666. Un'altra delle sue sfaccettature fu quella di animatore e organizzatore di concorsi letterari e poetici, si conserva un curioso documento di suo pugno, che descrive il regolamento di una giostra poetica, cioè un concorso di poesia a premi.

### Festeggiamenti della Santa Chiesa Metropolitana e Patriarcale di Siviglia
Questo libro è stato commissionato dal consiglio della Cattedrale di Siviglia a Fernando de la Torre Farfán, in occasione delle celebrazioni e delle costruzioni effimere avvenute in città quando si è avuta la notizia della canonizzazione del re Ferdinando III di Castiglia. L'importanza dell'opera non deriva solo dal testo, in quanto evidenzia l'alta qualità della stampa e delle 21 incisioni in essa contenute, realizzate in acquaforte da Matías de Arteaga y Alfaro e Juan de Valdés Leal tra cui un ritratto di Carlo II, su disegno di Francisco Herrera il Giovane e l'immagine del re San Fernando, su disegno di Murillo, insieme a vedute topografiche della Cattedrale di Siviglia, il tumulo eretto in occasione delle solenni festività e gli stemmi che lo adornavano.